# 양주 청련사 지장시왕도
양주 청련사 지장시왕도(楊州 靑蓮寺 地藏十王圖)는 대한민국 경기도 양주시 장흥면, 청련사에 있는 지장시왕도이다. 2018년 4월 30일 문화재 지정 예고를 거쳐, 2018년 9월 10일 경기도의 유형문화재 제341호로 지정되었다.

## 지정 사유
1867년에 19세기 경기지역의 유명한 화승 경선(慶船) 응석(應釋)이 출초한 서울 보문사 지장시왕도 (1867년) 초를 바탕으로 하여 제작하였다. 서울‧경기지역 불화 유파를 파악할 수 있다는 점, 왕실 상궁들의 불사를 살펴보는 중요한 자료로 지정 가치가 충분하다.

## 같이 보기
- 청련사
- 서울 보문사 지장시왕도 - 서울특별시 유형문화재 제100호

## 참고 문헌
- 양주 청련사 지장시왕도 - 국가유산청 국가유산포털